# 곡성 임씨
곡성 임씨(谷城任氏)는 전라남도 곡성군을 본관으로 하는 한국의 성씨이다. 시조는 고려에서 희릉직장(禧陵直長)을 지낸 임영진(任英進)이다.

## 참고 자료
- “곡성임씨(谷城任氏)”. 뿌리를 찾아서.[깨진 링크(과거 내용 찾기)]